# Konstantínovka (Saràtov)
|  | Per a altres significats, vegeu «Konstantínovka». |

Konstantínovka (en rus: Константиновка) és un poble de l'óblast de Saràtov, a Rússia, segons el cens del 2018 tenia 349 habitants. Pertany al districte municipal de Saràtov.